# Gustavo Catalán Deus
Gustavo Catalán Deus (Madrid, 1951-Madrid, 11 de abril de 2025) fue un periodista y fotógrafo español. Pionero en la información medioambiental, fue uno de los fundadores del diario El Mundo (1989).

## Biografía
Catalán nació en Madrid (1951). Hermano del escritor y periodista José Catalán. Obtenida la licenciatura de Ciencias de la Información en la Universidad Complutense de Madrid, inició su andadura profesional como fotógrafo en las revistas Posible y Ciudadano; pasando posteriormente a Diario 16 (1977), donde llegó a ser redactor tiempo después (1983).
Documentó la Transición española a través de sus fotografías. Una recopilación de esas imágenes fueron publicadas en un libro con imágenes de los personajes y hechos fundamentales (1975-1982).
Varias de sus crónicas tenían un carácter reivindicativo respecto a la necesidad de presevar el medio ambiente. Una de sus crónicas, enviada desde el barco Arosa I —fletado por los ayuntamientos gallegos de La Coruña y Vigo—, que protestaba por los vertidos de residuos radiactivos nucleares de las autoridades británicas en la Fosa Atlántica, contribuyó a que el Reino Unido pusiera fin a los vertidos. Y en otra de sus crónicas, enviada desde un buque de Greenpeace (1989) en la Antártida, relató como las bases militares y científicas vertían sus residuos, cubriéndolos con nieve, vulnerando el Tratado Antártico que obligaba a devolverlos a los lugares de origen.
Fue nombrado corresponsal ambiental del diario El Mundo (1989), siendo el primer periodista español en ocupar ese cargo.
Su libro 'Desprestige' (2003), es obra de referencia sobre el vertido en la costa cantábrica.
Falleció en Madrid, el 11 de abril de 2025 a los 73 años.

## Premios y reconocimientos
Entre otros, recibió los siguientes premos:
- Premio a la Libertad de Expresión de la Unión de Periodistas (1978)
- Premio Popular del diario Pueblo (1979)
- Premio IPCO de periodismo gráfico (1980 y 1982)
- Premio Nacional de Medio Ambiente en la versión de Periodismo (2002)
- Premio Panda de WWF en su versión de periodismo ambiental (2008)
- Premio Fundación BBVA a la conservación de la Biodiversidad (2008)[5]